# Resolutie 1799 Veiligheidsraad Verenigde Naties
Resolutie 1799 van de Veiligheidsraad van de Verenigde Naties werd unaniem door de VN-Veiligheidsraad aangenomen op 15 februari 2008 en verlengde de sancties tegen gewapende groepen in Oost-Congo en het mandaat van de groep van experts die op deze sancties toezag met anderhalve maand.

## Achtergrond
In 1994 braken in de Democratische Republiek Congo etnische onlusten uit die onder meer werden veroorzaakt door de vluchtelingenstroom uit de buurlanden Rwanda en Burundi. In 1997 beëindigden rebellen de lange dictatuur van Mobutu Sese Seko en werd Laurent-Désiré Kabila de nieuwe president. In 1998 escaleerde de burgeroorlog toen andere rebellen Kabila probeerden te verjagen. Zij zagen zich gesteund door Rwanda en Oeganda. Toen hij in 2001 omkwam bij een (mislukte) staatsgreep werd hij opgevolgd door zijn zoon Joseph Kabila. Onder buitenlandse druk werd afgesproken verkiezingen te houden die plaatsvonden in 2006 en gewonnen werden door Kabila. Intussen zijn nog steeds rebellen actief in het oosten van Congo en blijft de situatie er gespannen.

## Inhoud

### Waarnemingen
De Veiligheidsraad veroordeelde nog eens de illegale wapenstroom binnen en naar Congo-Kinshasa en verklaarde nauw op het wapenembargo tegen het land te zullen toezien. Verder maakten gewapende groepen en milities het oosten van Congo onveilig.

### Handelingen
Daarom werd het met resolutie 1493 opgelegde en met resolutie 1596 uitgebreide wapenembargo verlengd tot 31 maart 2008.
Ook de maatregelen in resolutie 1596 inzake transport, de financiële sancties en de reisbeperkingen werden tot die datum verlengd.
Ten slotte werd ook het mandaat van de groep van experts die toezag op deze maatregelen verlengd tot 31 maart 2008.

## Verwante resoluties
- Resolutie 1794 Veiligheidsraad Verenigde Naties (2007)
- Resolutie 1797 Veiligheidsraad Verenigde Naties
- Resolutie 1804 Veiligheidsraad Verenigde Naties
- Resolutie 1807 Veiligheidsraad Verenigde Naties

Lijst ·  1795 ·  1796 ·  1797 ·  1798 ·  1799 ·  1800 ·  1801 ·  1802 ·  1803 ·  1804 ·  1805 ·  1806 ·  1807 ·  1808 ·  1809 ·  1810 ·  1811 ·  1812 ·  1813 ·  1814 ·  1815 ·  1816 ·  1817 ·  1818 ·  1819 ·  1820 ·  1821 ·  1822 ·  1823 ·  1824 ·  1825 ·  1826 ·  1827 ·  1828 ·  1829 ·  1830 ·  1831 ·  1832 ·  1833 ·  1834 ·  1835 ·  1836 ·  1837 ·  1838 ·  1839 ·  1840 ·  1841 ·  1842 ·  1843 ·  1844 ·  1845 ·  1846 ·  1847 ·  1848 ·  1849 ·  1850 ·  1851 ·  1852 ·  1853 ·  1854 ·  1855 ·  1856 ·  1857 ·  1858 ·  1859